# Hannynśke
Hannynśke (ukr. Ганнинське) – wieś na Ukrainie, w obwodzie kirowohradzkim, w rejonie kropywnyckim, w hromadzie Sokoliwśke. W 2001 liczyła 265 mieszkańców, spośród których 250 wskazało jako ojczysty język ukraiński, 6 rosyjski, a 9 mołdawski.